# 王翔弘
王翔弘（1983年3月4日—），原名王驾麟，中國男演员，毕业于上海戏剧学院。

## 电视剧
- 《我要结婚》饰　迈克
- 《风云1》饰　断浪
- 《风云2》饰　铁狮男
- 《双响炮》饰　Jason
- 《绝对计划》饰　云豹
- 《在悉尼等我》饰　李念
- 《四大名捕斗将军》饰　凌小骨
- 《四大名捕会京师》饰　冷寂雨
- 《女人行》
- 《血未冷》
- 《义本同心》
- 《牌坊下的女人》 饰　高立天
- 《聊斋3之白秋练》 饰 真君[1]
- 《宮鎖心玉》 饰 顧小春/年羹堯
- 《带刀女捕快》饰 展昭
- 《長月燼明》饰　景王

## 电影
- 《不要和他约会》

## 主持节目
- 2004年 《中国越来越好玩》担任外景主持

## 广告代言
- 绿力青草凉茶
- 飞毛腿杀虫剂
- 巴黎三城眼镜
- 爱力信手机平面